# Петрович, Александр (режиссёр)
Алекса́ндр Пе́трович (серб. Александар Петровић) (14 января 1929, Париж, Третья французская республика — 20 августа 1994, Париж, Франция) — югославский, сербский кинорежиссёр и сценарист, профессор факультета драматического искусства в Белграде, писатель и теоретик кино. Наряду с Живоином Павловичем и Душаном Макавеевым в 1960-е годы Петрович являлся одним из пионеров художественного направления Югославская чёрная волна.

## Биография
Александр «Саша» Петрович родился в Париже 14 января 1929 году. После завершения среднего образования начал профессиональное обучение на факультете кино Пражской Академии искусств. В 1955 году окончил также Белградский университет истории искусств. В том же году начал снимать документальное кино. Несколько лет работал в качестве ассистента режиссёра, второго режиссёра, писал статьи о кино. Отстаивал принципы «нового кино», основанного на опыте французской новой волны. 
Среди наиболее заметных его документальных фильмов: «Друг рядом с другом» (1955), «Полёт над болотом», «Петар Добрович» (оба — 1957), «Дороги» (1958), «Война войне» (I960), «Дневник» (1964). Дебютировал в художественном кино фильмом на партизанскую тематику «Единственный выход» (1958; совм. с В. Распором). Два первых его полнометражных фильма начала 1960-х годов остались незамеченными критиками. Однако сразу две более поздние его работы «Три» (в прокате СССР — «Папоротник и огонь», 1965 год) и «Скупщики перьев» (1967 год) были номинированы на премию Оскар , получили ещё несколько кинематографических наград, включая приз Международной федерации кинопрессы и Гран-при жюри Каннского кинофестиваля за вторую картину. За создание этих лент Петрович был признан одним из родоначальников нового национального кино, которое позже получило название Югославская чёрная волна.
Исполненная глубокого пессимизма картина Петровича «Скоро будет конец света» была оценена коммунистическими властями Югославии как проявление ревизионизма. В 1972 году снял экранизацию романа Михаила Булгакова «Мастер и  Маргарита». Несмотря на признание и критики, в том числе и не югославской, фильм после выхода на экран был снят из проката. В 1973 году Петрович за свои политические убеждения был уволен из Белградской киноакадемии и практически прекратил творческую работу. В 1979 году поставил в театрах столицы Югославии два спектакля по Булгакову: «Собачье сердце», и «Мастера и Маргариту». Во второй спектакль он включил фрагменты своей экранизации (около половины фильма). В 1989 году он стал членом оппозиционной Демократической партии Сербии.
В конце жизни работал над фильмом «Переселение» (1994, по роману Милоша Црнянского), первый показ которого состоялся за несколько дней до его смерти. Александр Петрович скончался в Париже 20 августа 1994 года. В 1995 Фестиваль авторского кино в Белграде учредил премию имени Александра Петровича.

## Награды
Два его фильма номинировались на премию «Оскар» за лучший фильм на иностранном языке, в 1966 году (фильм «Три») и в 1967 году («Скупщики перьев»). Фильм «Скупщик перьев» удостоен специальной премии жюри на Каннском фестивале.

## Фильмография
- 1955 : Друг рядом с другом (Uz druga je drug)
- 1956 : Полёт над болотом (Let nad mocvarom)
- 1957 : Петар Добрович (Petar Dobrovic)
- 1958 : Дороги (Putevi)
- 1958 : Единственный выход (Jedini izlaz)
- 1960 : Война войне
- 1961 : Двое (Dvoje)
- 1963 : Дни (Dani)
- 1964 : Дневник (Zapisnik)
- 1965 : Три (в советском прокате «Папоротник и огонь») (Tri)
- 1965 : Sabori
- 1967 : Скупщики перьев (Skupljaci perja)
- 1968 : Скоро будет конец света (Bice skoro propast sveta)
- 1972 : Мастер и Маргарита (Il Maestro e Margherita)
- 1977 : Групповой портрет с дамой (Gruppenbild mit Dame)
- 1989 : Переселение (Seobe — Migrations)